# بلیک دیتریک
بلیک دیتریک (انگلیسی: Blake Dietrick؛ زادهٔ ۱۹ ژوئیهٔ ۱۹۹۳) بازیکن بسکتبال اهل ایالات متحده آمریکا است.